# 短紋動鰍
短紋動鰍為輻鰭魚綱鯉形目鰍科的其中一種，為溫帶淡水魚，分布於亞洲韓國淡水流域，體長可達6公分，棲息在水質清澈、礫石底質的水域，以藻類、水生昆蟲等為食，生活習性不明。

## 扩展阅读
維基物種上的相關：短紋動鰍